# Adrian Erlandsson

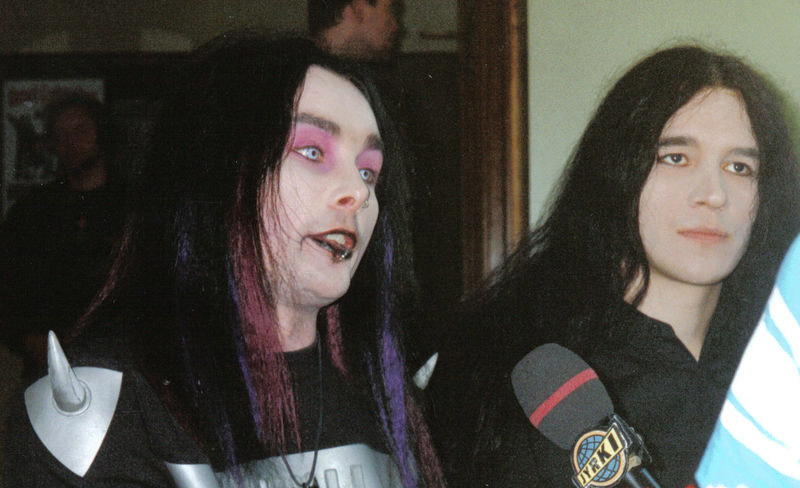
Dani Filth, sångare i Cradle of Filth tillsammans med Adrian Erlandsson till höger.

Adrian Erlandsson, född 27 oktober 1970 i Malmö, är en trumslagare från Derome utanför Varberg. Han började sin karriär i At the Gates och sedan på The Haunteds självbetitlade debutalbum. Erlandsson spelade fram till i november 2006 i Cradle of Filth. Han spelar nu i bandet Nemhain med sin fru Morrigan Hel. Han har även spelat med Paradise Lost samt Netherbird. Hans bror Daniel Erlandsson spelar trummor i bandet Arch Enemy.
Adrian Erlandsson spelade också i Skitsystem 1994 – 1997. Ett samarbete med Deathstars ledde till att Erlandsson spelar trummor i en version av titellåten på albumet Night Electric Night, utgivet 2009. Låten är ett bounusspår på den begränsade utgåvan, "Gold Edition", av albumet.

## Diskografi[3]

### MedAt the Gates
- The Red in the Sky Is Ours – 1992
- With Fear I Kiss the Burning Darkness – 1993
- Terminal Spirit Disease – 1994
- Slaughter of the Soul – 1995
- At War With Reality – 2014
- To Drink From the Night Itself – 2018
- The Nightmare of Being – 2021

### Med Netherbird
- The Ghost Collector – 2008
- Monument Black Colossal' – 2010

### MedParadise Lost
- Tragic Idol - 2012
- The Plague Within - 2015

### MedThe Haunted
- The Haunted - 1998
- Exit Wounds - 2014
- Strength In Numbers - 2017

### MedCradle of Filth
- Midian - 2000
- Bitter Suites to Succubi - 2001
- Live Bait for the Dead - 2002
- Damnation and a Day - 2003
- Nymphetamine - 2004
- Thornography - 2006

### MedSkitsystem
- Profithysteri - 1995
- Ondskans ansikte - 1996
- Levande lik - 1997

### MedThe Lurking Fear
- Winged Death - 2017
- Out of the Voiceless Grave - 2017

### MedSamsas Traum
- Heiliges Herz - Das Schwert deiner Sonne - 2007

### MedVallenfyre
- Desecration - 2011
- A Fragile King - 2011
- Splinters - 2014